# Aeshna verticalis
Aeshna verticalis – gatunek ważki z rodziny żagnicowatych (Aeshnidae). Występuje w Stanach Zjednoczonych.